# Chuck Daly
Charles Jerome „Chuck“ Daly (20. července 1930, St. Mary's, Pensylvánie – 9. května 2009, Jupiter, Florida) byl americký basketbalový trenér, který se proslavil především dvěma vítězstvími v NBA a ziskem zlatých olympijských medailí na olympijských hrách v Barceloně s prvním tzv. dream teamem.
Aktivním basketbalistou byl pouze na vysokoškolské úrovni, kde také začal svou trenérskou dráhu.
Do NBA vstoupil jako asistent ve Philadelphii v roce 1978 a jako hlavní trenér v roce 1981 na lavičce Cleveland Cavaliers. Trénoval Detroit Pistons v letech 1983–1992, v té době v letech 1989 a 1990 tým pod jeho vedením vyhrál dvakrát za sebou titul v NBA. Celek s Dennisem Rodmanem, Isiahem Thomasem nebo Billem Laimbeerem proslul velmi tvrdou hrou a získal si přezdívku Bad Boys, což ostře kontrastovalo s Dalyho vlastní povahou. Charles Barkley o něm řekl: „Nikdy jsem nepochopil, jak mohl tak skvělý člověk a slušný chlap trénovat Bad Boys.“ Poté působil dva roky v týmu New Jersey Nets, který pozdvihl na úroveň kandidátů na vítězství ve Východní konferenci. Kariéru v NBA ukončil v sezónách 1997–1999 při vedení týmu Orlando Magic.
V roce 1992 převzal vedení amerického reprezentačního týmu, který poprvé v historii za účasti největších hvězd NBA startoval na olympijských hrách. Dream Team s osobnostmi, jako byli Larry Bird, Magic Johnson nebo Michael Jordan získal přesvědčivě zlatou medaili. Daly si v průběhu osmi zápasů turnaje ani jednou nevzal oddychový čas.
9. května 1994 byl uveden do Basketbalové síně slávy; navzdory úspěchům nicméně nikdy nezískal cenu pro nejlepšího trenéra NBA roku. V roce 1997 slavnostně vyřadili Detroit Pistons dres s číslem 2 jako symbol dvou titulů, které Daly s týmem vyhrál.
Byl ženatý a měl dceru. Od začátku roku 2009 podstupoval léčbu rakoviny slinivky, které 9. května 2009 podlehl.